# Quiévrechain
Quiévrechain là một xã ở trong tỉnh Nord ở miền bắc nước Pháp. Xã này có diện tích 4,71 kilômét vuông, dân số năm 1999 là 6069 người. Xã nằm ở khu vực có độ cao trung bình 30 mét trên mực nước biển.
Quiévrechain có cự ly 15 km về phía đông bắc của Valenciennes và 20 km (12 mi) so với Mons, Bỉ.